# صفية بوعرفة
صفية بوعرفة (مواليد 14 أكتوبر 1950 جرادة، الجهة الشرقية، المغرب) سياسية بلجيكية عضو مجلس الشيوخ البلجيكي عن الحزب الاشتراكي البلجيكي،  منذ عام 1995 وهي عضو في برلمان إقليم بروكسل العاصمة. معروفة بتأييدها لسياسة الرئيس الفنزويلي هوغو تشافيز، حيث قامت بعدة زيارات للحملات الانتخابية الفنزويلية.

## وصلات خارجية
- موقع صفية بوعرفة نسخة محفوظة 6 أكتوبر 2016 على موقع واي باك مشين.